# Schaiban (Tulunide)
Abu l-Manaqib Schaiban Ahmad ibn Tulun (arabisch أبو المناقب شيبان أحمد بن طولون, DMG Abū l-Manāqib Šaibān Aḥmad b. Ṭūlūn; † nach 905) war der fünfte und letzte Herrscher der Tuluniden in Ägypten.
Nachdem Harun bei einer Truppenrevolte am 30. Dezember 904 den Tod gefunden hatte, trat Schaiban als sein Onkel die Herrschaft an. Allerdings war nach Jahren der Misswirtschaft die Dynastie nicht mehr zu retten. Er musste sich mit seinen Truppen nach Fustat zurückziehen, wo er am 10. Januar 905 vor dem Heer der Abbasiden kapitulierte. Damit endete die Dynastie der Tuluniden in Ägypten.
| Vorgänger | Amt                                                | Nachfolger |
| --------- | -------------------------------------------------- | ---------- |
| Harun     | Herrscher von Ägypten (Tuluniden-Dynastie) 904–905 | Abbasiden  |

| Personendaten    | Personendaten                          |
| ---------------- | -------------------------------------- |
| NAME             | Schaiban                               |
| ALTERNATIVNAMEN  | Abu l-Manaqib Schaiban Ahmad ibn Tulun |
| KURZBESCHREIBUNG | Herrscher der Tuluniden in Ägypten     |
| GEBURTSDATUM     | 9. Jahrhundert                         |
| STERBEDATUM      | nach 905                               |